# Nebensignale
Nebensignale (Ne), bei der Deutschen Reichsbahn ab 1959 als sonstige Signale (So) bezeichnet, sind in Deutschland Eisenbahnsignale, die im Signalbuch keiner speziellen Kategorie zugeordnet werden können.
Bis 1959 liefen die Signale in beiden deutschen Staaten als Kennzeichen (K).
„DV 301“ bezeichnet Signale, die nur im Bereich der ehemaligen Deutschen Reichsbahn existieren.
„DS 301“ bezeichnet Signale, die nur im Bereich der ehemaligen Deutschen Bundesbahn existieren.
Signale ohne diese Kennzeichnungen existieren in beiden Bereichen.
| Ne 1 – Trapeztafel |
| SignalbildEine weiße Trapeztafel mit schwarzem Rand an einem schwarz und weiß schräg gestreiften Pfahl. Die Trapeztafel steht vor Bahnhöfen ohne Einfahrsignale, auf Strecken mit Zugleitbetrieb kann sie auch vor anderen Zuglaufstellen aufgestellt sein. Auf Hauptbahnen befindet sich unterhalb des Trapezes eine Tafel mit ihrer Kilometerangabe auf drei Nachkommastellen. Sie wurde im Zuge der Erhöhung der Sicherheit durch Nachrüstung von punktförmiger Zugbeeinflussung eingeführt und dient der Kennzeichnung des Standortes des 2000-Hz-Magneten. Dem Triebfahrzeugführer wird im Befehl der Standort der Tafel mitgeteilt, wodurch die Ergänzung der Kilometrierung notwendig wurde. BedeutungKennzeichnet die Stelle, an der bestimmte Züge vor einer Betriebsstelle zu halten haben (i. d. R. als Begrenzung von Bahnhöfen, aber auch an Abzweig- und Überleitstellen). Das Personal der betroffenen Züge wird davon durch den Fahrplan oder einen schriftlichen Befehl angewiesen. In der Regel betrifft es den als zweites eintreffenden Zug auf Bahnhöfen ohne örtliches Personal und mit ortsbedienten Weichen, wenn dort eine Zugkreuzung stattfinden soll. Auf Hauptbahnen dient die Trapeztafel als Ersatz für nicht vorhandene Einfahr- oder Blocksignale am Gegengleis. Beim Befahren des Gegengleises mit Befehl haben Züge ansonsten auf Höhe des Hauptsignales am Regelgleis zu halten. Dieses Signal ist vom Gegengleis aus nicht zwingend sichtbar, beispielsweise wenn im Regelgleis Fahrzeuge stehen oder wenn beide Gleise nicht unmittelbar nebeneinander liegen. |
| Ne 2 – Vorsignaltafel |
| SignalbildEine schwarzgeränderte, weiße Tafel mit zwei übereinander stehenden schwarzen Winkeln, die sich mit der Spitze berühren. BedeutungKennzeichnung des Standortes eines Vorsignals. Die Vorsignaltafel kann auch alleine stehen, wenn sie anstelle eines Vorsignals den Bremswegabstand der Strecke zu einem Hauptsignal, Lichtsperrsignal oder einer Trapeztafel kennzeichnet (im Gebiet der ehemaligen Deutschen Reichsbahn kann auf Nebenbahnen auch die Kreuztafel So 106 aufgestellt sein). Sie dient – vornehmlich bei Bauzuständen – auch als Hinweis auf ein Vorsignal, das sich nicht rechts neben oder über dem Gleis befindet. |
| Ne 2 – Vorsignaltafel (DV 301) |
| SignalbildEine schwarzgeränderte, weiße Tafel mit zwei übereinander stehenden schwarzen Winkeln, die sich mit der Spitze berühren, und darüber eine dreieckige, schwarzgeränderte, weiße Tafel mit einem schwarzen Punkt. BedeutungKennzeichnung des Standortes eines dreibegriffigen Formvorsignals. |
| Ne 2 – Vorsignaltafel |
| SignalbildEine schwarzgeränderte, weiße Tafel mit zwei übereinander stehenden schwarzen Winkeln, die sich mit der Spitze berühren, und ein auf der Spitze stehendes weißes Dreieck mit schwarzem Rand. BedeutungKennzeichnung des Standortes eines Vorsignals, welches in einem um mehr als 5 % verkürzten Bremswegabstand zum Hauptsignal steht (im Gebiet der ehemaligen Deutschen Reichsbahn kann auch eine schwarzgeränderte, weiße Tafel mit zwei übereinander stehenden schwarzen Winkeln, deren Spitzen durch einen schwarzen Ring verdeckt sind, aufgestellt sein). |
| Ne 2 – Vorsignaltafel (DV 301) |
| SignalbildEine schwarzgeränderte, weiße Tafel mit zwei übereinander stehenden schwarzen Winkeln, deren Spitzen durch einen schwarzen Ring verdeckt sind. BedeutungKennzeichnung des Standortes eines im verkürzten Bremswegabstand zum Hauptsignal stehenden zweibegriffigen Formvorsignals oder eines Lichtvorsignals. |
| Ne 2 – Vorsignaltafel (DV 301) |
| SignalbildEine schwarzgeränderte, weiße Tafel mit zwei übereinander stehenden schwarzen Winkeln, deren Spitzen durch einen schwarzen Ring verdeckt sind, und darüber eine dreieckige, schwarz geränderte, weiße Tafel mit einem schwarzen Punkt. BedeutungKennzeichnung des Standortes eines dreibegriffigen Formvorsignals, welches im verkürzten Bremswegabstand zum Hauptsignal steht. |
| Ne 3 – Vorsignalbaken |
| SignalbildMehrere aufeinanderfolgende viereckige weiße Tafeln mit einem oder mehreren nach rechts steigenden schwarzen Streifen, deren Anzahl in der Fahrtrichtung abnimmt. In der Regel stehen drei, in Ausnahmefällen auch weniger oder bis zu fünf Baken vor dem Vorsignal. Vorsignalbaken sind hohe rechteckige Tafeln; bei beschränktem Raum werden niedrige rechteckige oder quadratische Tafeln aufgestellt. Mit der gleichen Anzahl und Anordnung wie die schwarzen Streifen können die Tafeln zusätzlich reflektierende weiße Streifen besitzen. BedeutungEin Vorsignal ist zu erwarten. |
| Ne 4 – Schachbretttafel |
| SignalbildEine hohe rechteckige (bei beschränktem Raum quadratische oder niedrige rechteckige), schachbrettartig schwarz und weiß gemusterte Tafel. BedeutungDas Hauptsignal steht – abweichend von der Regel – an einem anderen Standort (im Regelfall befindet sich ein Hauptsignal rechts vom Gleis, über dem Gleis oder links vom Gegengleis; die Schachbretttafel steht am eigentlichen Standort des Hauptsignals). |
| Ne 5 – Haltetafel |
| SignalbildEine schwarze Tafel mit weißem H bzw. eine weiße, schwarz geränderte Tafel mit schwarzem H. BedeutungKennzeichnung des Halteplatzes der Zugspitze bei planmäßig haltenden Zügen (in der Ausführung eines mit weißem Blinklicht leuchtenden H – im Bremswegabstand ist am Bedarfshaltepunkt zu halten; für Stationen ohne Haltetafel bietet DB Station&Service seit 2017 ein „Orientierungszeichen am Bahnsteig“ an). |
| Ne 6 – Haltepunkttafel |
| SignalbildEine rechteckige waagerecht liegende Tafel mit drei schwarzen Schrägstreifen. BedeutungEin Haltepunkt ist zu erwarten. Das Signal steht in einem 45-Grad-Winkel zum Gleis. |
| Ne 7 – Schneepflugtafel (a) |
| SignalbildEine weiße oder gelbe nach oben zeigende Pfeilspitze mit schwarzem Rand. BedeutungPflugschar heben. |
| Ne 7 – Schneepflugtafel (b) |
| SignalbildEine weiße oder gelbe nach unten zeigende Pfeilspitze mit schwarzem Rand. BedeutungPflugschar senken. |
| Ne 12 – Ankündigungsbake |
| SignalbildEine orangefarbene rechteckige Tafel mit zwei weißen Streifen. BedeutungÜberwachungssignal einer Rückfallweiche (Ne 13) beachten! |
| Ne 13a – Überwachungssignal einer Rückfallweiche |
| SignalbildEin weißes Licht über einem orangefarbenen waagerechten Streifen mit einem orange und weiß gestreiften Mastschild. BedeutungRückfallweiche ist gegen die Spitze befahrbar. |
| Ne 13b – Überwachungssignal einer Rückfallweiche |
| SignalbildEin waagerechter orangefarbener Streifen mit einem orange und weiß gestreiften Mastschild. BedeutungDie Rückfallweiche ist nicht gegen die Spitze befahrbar, vor der Weiche ist zu halten. |
| Ne 14 – ETCS-Halttafel (englisch auch ETCS Stop Marker oder Marker Board) |
| SignalbildEin gelber Pfeil mit weißem Rand auf einer blauen quadratischen Tafel. Der Pfeil zeigt in die Richtung des Gleises, für das er gilt, und kann nach links, rechts oder unten zeigen. GeschichteDas Signal wurde per Bescheid des Eisenbahn-Bundesamtes vom 14. Juni 2011 mit vorübergehender Gültigkeit eingeführt. Das Signal wird an den Masten von Einfahr-, Ausfahr- und Zwischensignalen angebracht, die Weichen decken. Auf Strecken mit ETCS Level 2 ohne Signale stehen die ETCS-Halt-Tafeln alleine an den Stellen, wo ansonsten die genannten Signale stehen würden. Dann werden sie mit den Signalbezeichnungsschildern der nicht vorhandenen Signale ergänzt. BedeutungHalt für Züge in ETCS-Betriebsart Staff Responsible (SR). |
| So 1 – Endtafel (DV 301) |
| SignalbildEine viereckige rote Tafel mit liegendem weißen Kreuz. BedeutungFahren auf Sicht beenden. Die Tafel wird nur noch bei der S-Bahn Berlin angewendet. Sie steht hinter Streckenverzweigungen, wenn von einer Strecke mit automatischem Streckenblock eine ohne diesen abzweigt und das Ausfahrsignal mit einem roten Mastschild versehen ist. |
| So 19 – Hauptsignalbaken (DV 301) |
| SignalbildDrei aufeinander folgende viereckige orangefarbene Tafeln mit weißen Kreisflächen, deren Anzahl in Fahrtrichtung abnimmt. BedeutungEin Hauptsignal ist zu erwarten. |
| So 20 – Zuordnungstafel (im DS-Bereich ohne Kurzbezeichnung) |
| SignalbildEin schwarzes Rechteck mit einem nach links oder rechts weisenden weißen Dreieck. BedeutungDas durch die Zuordnungstafel gekennzeichnete Signal gilt für das Gleis, auf das die Spitze des Dreiecks weist. |
| So 106 – Kreuztafel (DV 301) |
| SignalbildEine weiße sechseckige Tafel mit schwarzem, liegendem Kreuz an einem schwarz und weiß schräg gestreiften Pfahl. BedeutungBei fehlendem Vorsignal wird angezeigt, dass ein Hauptsignal zu erwarten ist (dieses Signal steht nur auf Nebenbahnen; bei der ehemaligen Deutschen Bundesbahn wurde die Kreuztafel 1959 abgeschafft und statt ihrer eine Vorsignaltafel aufgestellt). |